# 極上ドロップス
『極上ドロップス 』（ごくじょうドロップス）は、三国ハヂメによる日本の漫画。携帯コミック用に描き下ろされた作品であり、その後、単行本化された。

## あらすじ
平凡な少女、小鞠は転校先の鵬女子学園の寮に入る予定だったが、事務方の手違いですでに埋まっており、学園契約のアパートに入ることを勧められる。しかし彼女には、どうしても寮に入らなければならない事情があった。その結果、第三寮「はらいそ館」へと入ることになったのだが、そのためには現住人たち全員からの承認が必要であった。そして住人の一人、雪緒から出された条件が、彼女の下僕となることであった。

## 登場人物
前園 小鞠（まえぞの こまり）
本作の主人公。お嬢様学園である鵬女子学園には珍しい、平凡な少女。小さいころから転校が多かったためか、コミュニケーション能力は高い。転入初日に雪緒に脱がされ胸を揉まれキスをされたことに始まり、他の女子からセクハラを受けることが多い。当初は「為人（ひととなり）が分からない」ということで受け入れ拒否されそうになったが、手持無沙汰でつい掃除をしてしまったことから、受け入れられることとなった。
姫宮 雪緒（ひめみや ゆきお）
名家の娘であり、大切にされては来たものの、愛されずに過ごしてきた。家でも学園でも監視されているような状況であり、心を許してない相手には厳しい態度をとる。小鞠のことを下僕にするも大切に思っており、他の女子にセクハラされたと知ると「消毒」したりもしている。
藤家 亜沙子（ふじいえ あさこ）
寮長であり、生徒会メンバーの一人。次期会長候補と言われている。
柳エリカ（やなぎ エリカ）
副寮長であり、文化部会トップ。二年生。
芳川 彩（よしかわ さい）
「図書室の主」とも言われるミステリアスな人物。普段は自分の部屋にこもっており、定期テストですら欠席して赤点となった。実は「はらいそ館」は彼女の祖母のために建てられたものであり、彼女の入学と同時に彼女の個人資産となった。
国木田 真夜（くにきだ まや）、国木田 美夜（くにきだ みや）
双子の姉妹。ショートヘアの真夜と、ロングヘアの美夜。それぞれ多くの取り巻きを持ち、直ぐに口論になるほど仲が悪い。だがそれは表向きのことで、実際には隠れて性行為を行うほど仲が良い。

## 書誌情報
- 三国ハヂメ『極上ドロップス』講談社〈IDコミックス 百合姫コミックス〉、全3巻
  1. 2008年10月18日発行 ISBN 978-4-7580-7033-1
  2. 2009年5月18日発行 ISBN 978-4-7580-7049-2
  3. 2009年11月18日発行 ISBN 978-4-7580-7063-8

### 関連書籍
- 三国ハヂメ『放課後カノン』一迅社（IDコミックス 百合姫コミックス）全1巻[5]

2011年10月18日発行 ISBN 978-4-7580-7171-0